# ルイス・ホラード
ルイス・ホラード（Lewis Holland、1993年1月14日 - ）は、スーパーラグビーレベルズに所属するラグビー選手。

## プロフィール
- オーストラリア・クイーンビアン出身[1]。
- ポジションはウィング(WTB)。
- 身長 182cm、体重 83kg
- U20オーストラリア代表に選ばれたことがある[2]。
- 妻もラグビー選手のシャルロッテ・キャスリック[3]。

## 略歴
2016年、リオ五輪の7人制オーストラリア代表に選ばれた。
2020年、レベルズに加入。